# Коњијер
Коњијер (фр. Cognières) насеље је и општина у источној Француској у региону Франш-Конте, у департману Горња Саона која припада префектури Везул.
По подацима из 2011. године у општини је живело 96 становника, а густина насељености је износила 24,43 становника/km². Општина се простире на површини од 3,93 km². Налази се на средњој надморској висини од 283 метара (максималној 321 m, а минималној 261 m).

## Демографија
| 1962. | 1968. | 1975. | 1982. | 1990. | 1999. | 2011. |
| ----- | ----- | ----- | ----- | ----- | ----- | ----- |
| 95    | 111   | 96    | 81    | 102   | 86    | 96    |

График промене броја становника у току последњих година